# Araneus tellezi
Araneus tellezi är en spindelart som beskrevs av Levi 1991. Araneus tellezi ingår i släktet Araneus och familjen hjulspindlar. Inga underarter finns listade i Catalogue of Life.